# Oprah Winfrey
Vous pouvez aider à l'améliorer ou bien discuter des problèmes sur sa page de discussion.
- Certaines informations devraient être mieux reliées aux sources mentionnées dans la bibliographie ou les liens externes. Améliorez sa vérifiabilité en les associant par des références. (Marqué depuis janvier 2025)

Oprah Winfrey /ˈoʊpɹə ˈwɪnfɹi/, ou simplement Oprah, née le 29 janvier 1954 à Kosciusko dans l'État du Mississippi, est une animatrice, productrice de télévision et de cinéma, actrice, critique littéraire, essayiste et directrice de la publication de magazines américaine.
Elle est surtout connue pour son talk show The Oprah Winfrey Show, produit par sa propre société Harpo Productions, basée à Chicago. Son émission a gagné de nombreux prix, et est devenue le programme le plus vu dans l'histoire de la télévision jusqu'à son dernier épisode, le 25 mai 2011. Ce qui lui vaut le surnom de la « Reine des médias ».
Oprah Winfrey mène également une carrière d'actrice qui a commencé en 1985 où elle joue dans le film La Couleur pourpre. Elle a été sélectionnée par deux fois pour l'obtention d'un oscar une fois en 1985 pour son rôle de Sofia au sein de La Couleur pourpre et en 2014, pour son rôle de Annie Lee Cooper au sein du film Selma.
Elle est classée comme la personnalité afro-américaine la plus riche du XXe siècle et la plus philanthrope de tous les temps. Elle aurait gagné 315 millions de dollars sur la période 2009-2010.
Elle est généralement considérée comme ayant popularisé et révolutionné le genre du talk show incluant la participation du public, style lancé par Phil Donahue, cela malgré des critiques sur la culture de la confession publique qu'elle y a introduite.
Au milieu des années 1990, elle a réinventé son talk show pour se concentrer sur la littérature, le développement personnel, la spiritualité, et la méditation.
En France, elle est notamment connue par l'interview événement qu'elle réalise avec Michael Jackson en janvier 1993, au domicile de ce dernier en Californie.

## Jeunesse et formation

### Famille
Oprah Gail Winfrey est née le 29 janvier 1954 dans une ferme isolée à Kosciusko, dans le Mississippi,,,,,,,,.
Il est probable que son prénom à l'origine soit Orpah, d'après un personnage biblique du livre de Ruth prénommé Orpah. Plus simplement, Vernita Lee, sa mère, ayant accouché à domicile a fait appel à une sage-femme, qui lorsqu'elle s'est rendue au service de l'état civil de la mairie se serait trompée en rédigeant l'acte de naissance,,,.
Oprah Winfrey est la fille de Vernon Winfrey, un militaire, et de Vernita Lee. Ces derniers, âgés respectivement de 20 ans et de 18 ans, se sont donnés un rendez-vous galant au pied d'un chêne ; c'est lors de ce rendez-vous sans lendemain que fut conçue Oprah Winfrey. Vernon Winfrey a rejoint sa caserne de Fort Rucker, ignorant qu'il laissait derrière lui une jeune femme enceinte,,,.
Oprah Winfrey, par son père, est la descendante d'esclaves qui vivaient dans la région des Loess Hills (en), durant la seconde moitié du XIXème siècle, Constantine et Violet ; ils appartenaient à un fermier blanc, Absalom Winfrey. Après la fin de la guerre de Sécession Constantine et Violet, déjà mariés, sont affranchis et Absalom Winfrey les autorise à prendre son nom comme nom propre. Vernon Winfrey est leur petit-fils,.

### Enfance
La manufacture de coton de Kosciusko ayant fermé ses portes, plus de 6 000 ouvriers se retrouvent sans emplois dont Vernita Lee, cette dernière part tenter sa chance à Milwaukee dans le Wisconsin, et confie sa fille Oprah Winfrey à sa grand-mère, Hattie Mae Lee et son mari Earless Lee, propriétaires d'une petite ferme où ils pratiquent l'élevage de porcs. Hattie Mae Lee travaille également comme cuisinière et blanchisseuse pour le shérif local.
Cette dernière lui apprend à lire, écrire et compter dès qu'elle est âgée de deux ans et demi. Durant son séjour chez sa grand-mère, elle assiste aux offices de l'église baptiste. En 1957, c'est lors d'un office que la jeune Oprah Winfrey, âgée de trois ans, fait sa première prestation orale en public en lisant un texte de sa composition sur Jésus, durant l'office de Pâques. Par ses multiples prises de paroles au sein de l'église, les paroissiens félicitent Hattie Mae Lee et lui disent combien sa petite fille est douée, mais son succès suscite la jalousie des autres enfants,,,.
À l'école maternelle, elle se fait remarquer par sa maîtrise de la lecture et de la récitation, si bien qu'elle est surnommée par les autres enfants qui la détestent la « prédicatrice », « Miss Jésus », contrairement à ses enseignants qui l'adorent. Oprah Winfrey se fait également remarquer en récitant le poème Invictus de William Ernest Henley,,.
Ses performances scolaires font qu'elle entre directement en Third grade (en), l'équivalent du cours élémentaire de deuxième année de l'éducation nationale française,.
Hattie Mae Lee, consciente du racisme et de la ségrégation raciale présente dans le Sud profond, apprend à Oprah Winfrey que pour survivre, elle doit apprendre à faire attention à son comportement, apprendre les « bonnes manières », moyens indispensables pour éviter des ennuis avec les Blancs. Dès que Oprah Winfrey se laisse aller, elle reçoit une correction à coups de fouet.
Oprah Winfrey jalouse les jeunes filles blanches qui visiblement ne sont pas punies par des coups de fouet, qui s'habillent comme Shirley Temple, vêtements achetés par leur mères dans des magasins, alors qu'elle doit porter les vêtements faits par sa grand-mère, qui ont des armoires pleines de leurs vêtements, des coffres également pleins de jouets.
Oprah Winfrey, alors âgée de six ans, montrant peu d'intérêt à la vie fermière, sa grand-mère la renvoie chez sa mère, Vernita Lee, qui vit dans le ghetto de Milwaukee et travaille comme serveuse pour un salaire hebdomadaire de 50 $ et bénéficie d'allocations versées au titre du programme d'aide sociale du Wisconsin,.
Oprah Winfrey n'a aucun souvenir de sa mère. Entre-temps, Vernita Lee a donné naissance à Patricia, jeune demi-sœur d'Oprah Winfrey et peu après vient la naissance de son demi-frère Jeffrey. Ils dorment tous ensemble dans la même chambre au sein d'une pension de famille grâce au bon vouloir d'un parent d'un ancien amant de Vernita Lee . Oprah Winfrey dort dans un lit étroit, alors que sa mère et Patricia dorment dans un grand lit. Elle regrette la liberté et l'espace dont elle disposait chez sa grand-mère et s'échappe du marasme de sa vie familiale par la lecture,,.
Prise par son travail, Vernita Lee ne peut surveiller les faits et gestes de sa fille ; aussi elle l'inscrit à l'école maternelle locale,,,.
Oprah Winfrey sombre vite dans la délinquance. Parmi ses divers « coups », il y en un de plus particulièrement remarquable ; sachant que Aretha Franklin est de passage, elle s'approche d'elle et se fait passer pour une pauvre orpheline de l'Ohio cherchant un moyen pour retourner chez elle ; touchée, Aretha Franklin lui donne la somme de 100 $ pour qu'elle puisse louer une chambre d'hôtel en attendant qu'un pasteur la ramène chez elle,.
Régulièrement, Oprah Winfrey chipe de l'argent à sa mère pour s'acheter des friandises et des magazines. À ce sujet, elle déclare plus tard : « Je voulais juste de l'argent de poche comme les autres enfants »,.
Elle se fait connaitre en lisant de la poésie dans des associations sociales ou des salons de thé organisés par les églises locales.
En 1962, quand Oprah Winfrey atteint l'âge de huit ans, sa mère contacte son père Vernon Winfrey et son épouse Zelma Winfrey afin d'étudier les possibilités pour qu'elle vive chez son père. Vernon Winfrey vit à Nashville, dans le Tennessee. Il travaille comme technicien de maintenance pour  l'université Vanderbilt. Zelma Winfrey est favorable à cet accueil, d'autant qu'à la suite d'une fausse couche, elle ne peut devenir enceinte, cela la mettrait en danger. Cet accueil au sein de sa famille paternelle offrirait à Oprah Winfrey une vie stable,,,.
Une fois, Zelma Winfrey découvre que sa belle-fille ne connait pas ses tables de multiplications, aussitôt elle consacre un été pour les lui faire apprendre, et chaque semaine Zelma Winfrey lui apprend de nouveaux mots par la lecture de livres. Vernon Winfrey et Zelma Winfrey sont de fervents croyants, aussi encouragent-ils Oprah Winfrey à apprendre par cœur des passages de la Bible et de les réciter lors des offices.
À Nashville, en prêchant dans une église, elle touche la somme de 500 $, à la suite de quoi elle décide qu'elle vivra en monnayant sa parole,,.
En 1963, Vernita Lee demande à Vernon Winfrey de laisser leur fille passer l'été chez elle  à Milwaukee. Quand à la fin de l'été Vernon Winfrey se présente pour reprendre Oprah Winfrey pour qu'elle se présente à la rentrée scolaire, Vernita Lee s'y oppose et comme ils n'ont jamais été mariés, elle lui fait valoir qu'il n'a aucun droit parental sur leur fille.

### Adolescence et études secondaires
Malgré ses problèmes familiaux, Oprah Winfrey est bonne élève. Alors que ses collègues de classe de la Lincoln Middle School profitent des récréations et des repas à la cantine pour se faire des camarades, elle utilise ces temps pour lire, son intérêt pour la lecture est remarqué par l'un de ses professeurs Gene Abrams et lui avec d'autres enseignants de la Lincoln Middle School la recommandent pour qu'elle puisse bénéficier du Upward Bound (en). Elle est acceptée et reçoit une bourse d'études pour achever ses études secondaires à la Nicolet High School (en), une école privée dans la banlieue de Milwaukee, à Glendale (Wisconsin). Une minorité d'élèves afro-américaines y sont admises, la plupart des autres élèves blanches la rejettent et la traitent comme étant l'une des bus kids (« enfants du bus »), car les élèves afro-américains devaient prendre le bus pour se rendre de leur quartier à l'école. Cependant, elle arrive à se faire de nombreuses camarades blanches grâce à son aisance orale et mêmes certaines l'invitent à ce qu'elle leur rende visite dans leur résidence. Il lui est difficilement supportable de comparer le style vie cossu voire luxueux de ses camarades blanches avec le style de vie austère, chiche qui lui offre sa mère,.
Elle lit de nombreux romans, plus spécialement ceux rédigés par des Afro-Américaines comme I Know Why the Caged Bird Sings de Maya Angelou, qui également fut violée dans son enfance, ou racontant les histoires de figures majeures représentant les Afro-Américaines, telles que Harriet Tubman ou Sojourner Truth. Pendant ses études secondaires, Oprah Winfrey participe à de nombreuses activités extra-scolaires organisées par la Nicolet High School :  club de théâtre, club de débats, dans lesquels elle excelle. Parmi ses performances orales sont citées deux œuvres, le roman Jubilee (en) de Margaret Walker et le discours Ain't I a Woman? (« Ne suis-je pas une femme ? ») de Sojourner Truth, qu'elle est capable de réciter intégralement par coeur,,.

En 1968, les paroissiens de Nashville invitent Oprah Winfrey pour qu'elle présente God's Trombones: Seven Negro Sermons in Verse, de James Weldon Johnson.

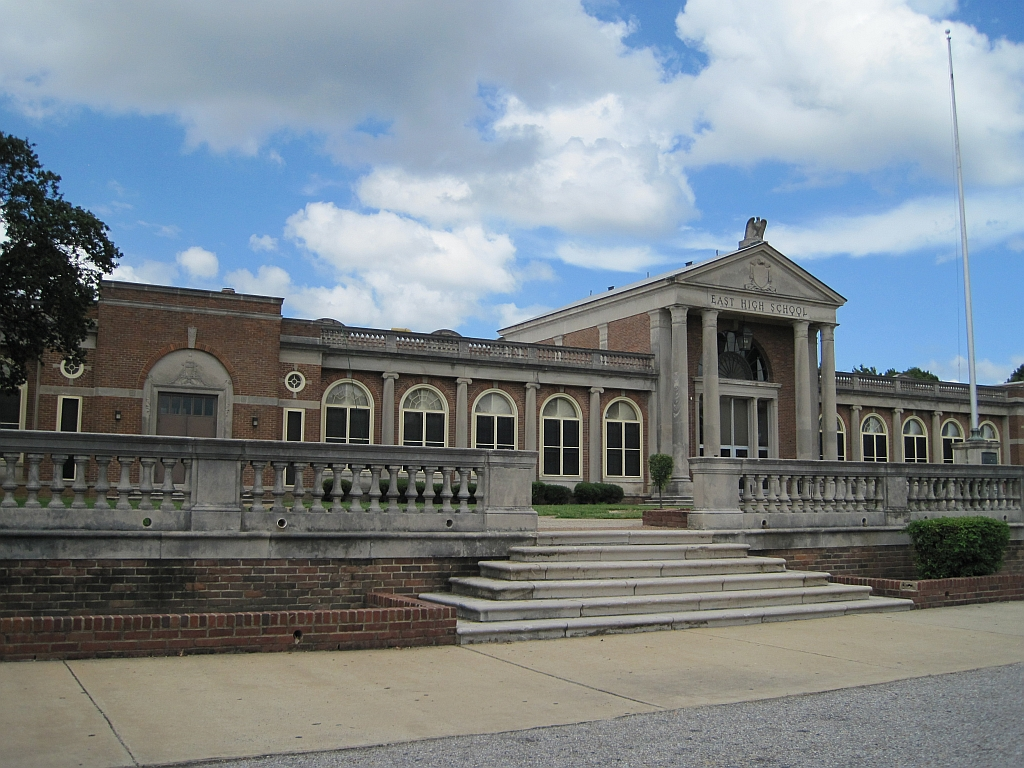
Façade de la East High School de Nashville.

À la fin de l'année 1968, Oprah Winfrey entre à la East High School (Tennessee) (en) de Nashville, un des nombreux établissements du sud récemment déségrégués. Cela dit, 70% des élèves de la classe d'Oprah Winfrey sont des blancs. Forte de son expérience, elle s'adresse à ses camarades de classe sans tenir compte de leur couleur de peau au point que d'autres élèves noires disent qu'elle est « trop blanche ». Elle refuse d'entrer dans des discussions portant sur les problèmes de couleur de peau. En classe de terminale, elle se fait élire présidente de l'association des étudiants.
Alors que dans les années 1970, la culture afro-américaine est reconnue dans l'espace public américain, Oprah Winfrey ne semble pas ressentir le moindre intérêt à cette émergence.
En 1970, sa présence dans les multiples activités de la East High School font qu'elle est sélectionnée pour représenter l'établissement à la White House Conference on Children and Youth (en) qui se tient en avril 1971 à Estes Park dans l'État du Colorado sous les auspices du président Richard Nixon. Cette même année, elle est également sélectionnée pour représenter la East High School à un concours du Outstanding Teenager of America (des adolescents exceptionnels d'Amérique),,.
Toujours en 1970, Oprah Winfrey alors âgée de 16 ans est invitée par une congrégation à se rendre à Los Angeles pour y donner une de ses déclamations. Accompagnée par son père, elle en profite pour y faire du tourisme, elle s'attarde notamment devant le Grauman's Chinese Theatre et parcourt le fameux Hollywood Walk of Fame,.
En 1971, en classe de terminale, Oprah Winfrey désire récolter des dons pour financer la March of Dimes en participant à un Walkathon (en), en effet, de nombreux sponsors font des dons en fonction des kilomètres parcourus. Pour trouver des sponsors, Oprah Winfrey contacte la station de radio WVOL (en) et arrive à joindre l'un des disc-jockeys de la station, John Heidelberg, ensemble, ils conviennent de faire sa promotion pour qu'elle obtienne des sponsors. À la fin de l'opération John Heidelberg remarque l'aisance orale de Oprah Winfrey et lui demande si elle veut bien présenter un projet pour animer la WVOL. Le projet est présenté à Clarence Kilcrese, le directeur général de la station, qui immédiatement lui offre un emploi en tant qu'animatrice de radio qu'elle exercera en dehors de ses horaires scolaires et pendant les week-ends, elle est rémunérée 100 $ la semaine,,.
Cette même année de 1971, Oprah Winfrey est élue « la fille la plus polaire » par les élèves de sa classe de terminale. Elle se présente également à un concours de beauté local qu'elle remporte. Les employés de la WVOL l'encourage à participer au concours de beauté « Miss Fire Prevention » où elle fait partie des trois finalistes. Comme les autres finalistes elle doit répondre à des questions posées par les membres du jury, notamment à la question « Que feriez-vous avec un million de dollars ? », elle répond « journaliste d'une station de radio », la spontanéité d' Oprah Winfrey charme les jurés qui l'élisent gagnante du concours « Miss Fire Prevention ». Dans la foulée elle la gagnante du concours « Miss Black Tennessee », mais elle perd quand elle se présente au concours de Miss Black America (en),.

### Études universitaires

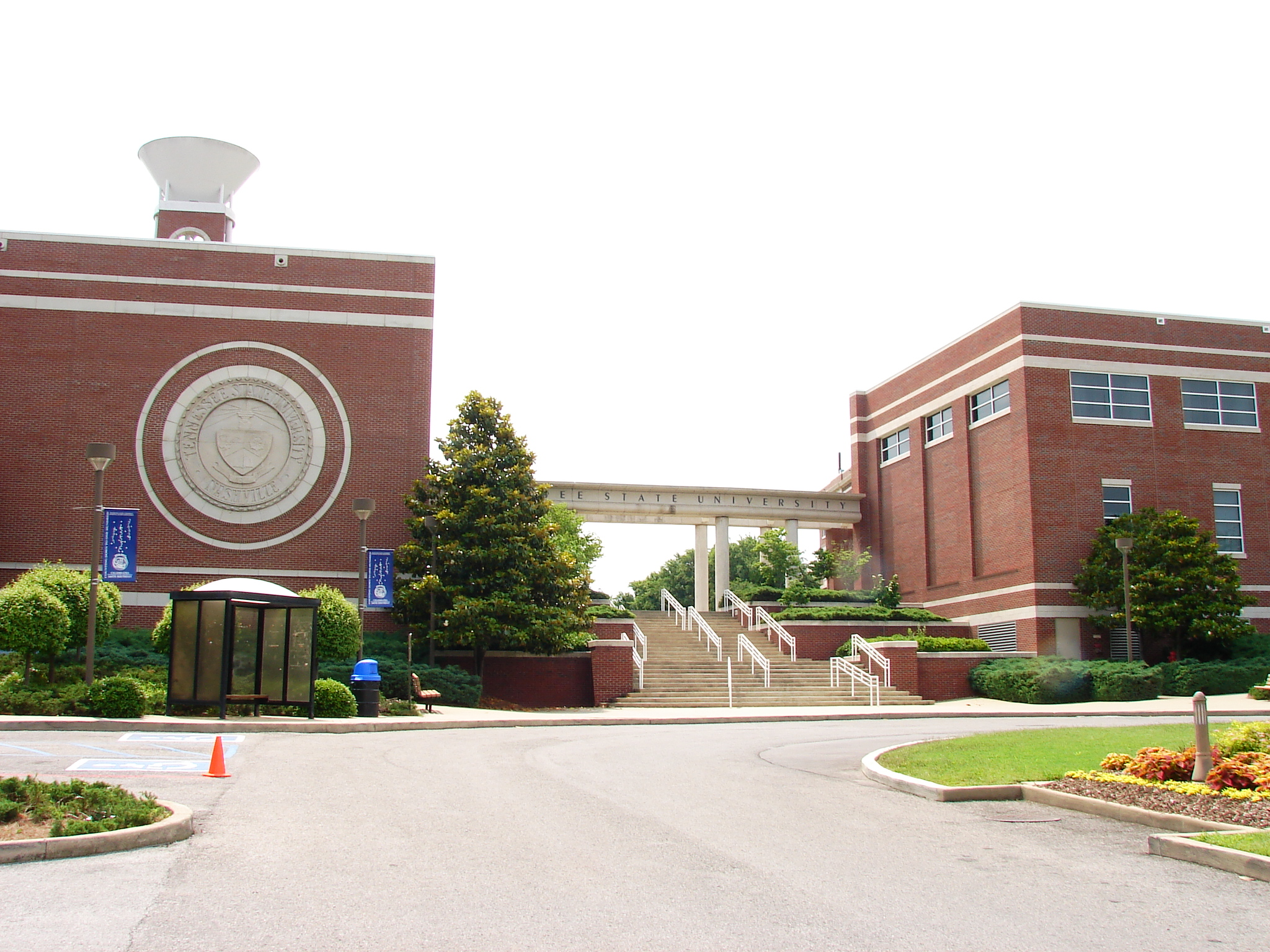
Entrée de l'université d’État du Tennessee.

En 1971, une fois diplômée de la East Nashville Magnet High School (en), Oprah Winfrey pose sa candidature auprès de l'université d’État du Tennessee qui l'accepte. Cette université est un établissement qui fait partie des universités historiquement noires. L'université n'ayant pas de programmes consacrés à la télévision ou à la radio, Oprah Winfrey choisit la filière d'enseignement d'art dramatique, au grand dam de son père qui lui déclare « Je ne t’envoie pas faire des études pour que tu deviennes une actrice ». Elle y bénéficie de l'enseignement des docteurs Thomas E. Poag, William Cox et Jamie Williams, reconnus pour leurs talents par les étudiants. Mais Oprah Winfrey déteste l'ambiance de l'université d’État du Tennessee, elle ne veut pas être une militante noire comme cela était courant chez ses collègues,,.
À l'université d’État du Tennessee, Oprah Winfrey fait la connaissance d'un étudiant dont elle tombe amoureuse, William Bubba Taylor, au point qu'elle désire l'épouser, mais William Bubba Taylor ne veut nullement une relation d'engagement, cela dit ils demeurent des amis.
Le 10 mars 1972, Oprah Winfrey se présente à un concours de beauté sponsorisé par la loge noire de Nashville affiliée au Benevolent and Protective Order of Elks. Elle fait partie des 22 finalistes du Miss Black Nashville une franchise du concours de beauté Miss Black America. Elle finit dans un premier temps comme demi-finaliste avec Maude Mobley, la favorite du public. Grâce à la partie du concours concernant les compétences artistiques pendant laquelle Oprah Winfrey chante et déclame une scène de théâtre, elle conquiert les membres du jury et le maître des cérémonies déclare Oprah Winfrey gagnante du concours,.
La victoire à ce concours lui permet de participer à un autre concours de beauté celui de Miss Black Tennessee qui se tient pendant le mois de juin 1972. Mais pour des raisons inconnues, Oprah Winfrey sabote ses chances de gagner le concours.

## Carrière

### Débuts à la WTVF
La politique de l'« affirmative-action », traduite en français par l'expression « discrimination positive », offre de nouvelles perspectives d'emploi pour les minorités et les femmes notamment dans l'enseignement secondaire et universitaire. En 1972, durant sa seconde année universitaire d'Oprah Winfrey, va bénéficier cette politique. La Commission fédérale des communications (Federal Communications Commission) qui supervise de nombreuses stations de télévision, demande à ces dernières d'embaucher du personnel issu des minorités. C'est ainsi que la WTVF (en), une filiale de la CBS basée à Nashville recrute Oprah Winfrey qui représente deux minorités, celle des Afro-Américains et celle des femmes.
La WTVF (ex WLAC) offre à Oprah Winfrey un rôle de présentatrice des actualités avec pour partenaire  Harry Chapman (news anchor) (en), émission qu'elle tient les weekends et commence en 1973. Elle est non seulement la première femme de Nashville à présenter le journal à la télévision, mais la première personne afro-américaine  à le faire,,.
Le personnel de la WTVF se rend compte qu'Oprah Winfrey a un avenir qui va au-delà de ce qu'elle peut lui offrir et au-delà des frontières de Nashville. Par ailleurs l'arrivée des femmes à la télévision modifie leur importance en inventant de nouveaux styles, un exemple remarquable  est celui de Barbara Walters qui est recrutée en 1976 pour une durée de cinq ans par la CBS en lui offrant un salaire de 5 millions de $. Connaissant cela, Oprah Winfrey ne peut ignorer les possibilités de progression salariale qui s'offrent à elle,.

### La WJZ-TV à Baltimore
L'originalité d'Oprah Winfrey attire l'attention des dirigeants de la WJZ-TV de Baltimore (une station de télévision affiliée à l'American Broadcasting Company) qui décident de l'embaucher comme présentatrice des actualités, aux côtés de Jerry Turner (anchorman) (en) pour un salaire annuel de 22 000 $. Comme pour la  WTVF, elle y est la première Afro-Américaine recrutée à ce poste. La personnalité d'Oprah Winfrey est telle que le journal des actualités de la soirée passe d'une durée de 30 minutes à 1 heure,,,.
Son arrivée en 1976, à Baltimore ne va pas de soi, Oprah Winfrey s'y sent étrangère, déracinée. Il lui faut plus d'une année pour s'y acclimater malgré l'accueil chaleureux du directeur de la WJZ-TV. Cela dit, le tandem Jerry Turner / Oprah Winfrey ne marche pas, au bout de neuf mois, elle est rétrogradée aux commentaires des événements sur place.
Afin de rectifier ce fait, la direction lui propose un relooking et pour cela, envoie Oprah Winfrey à New York, le résultat est un désastre. La direction lui conseille alors de suivre les conseils d'un coach en communication, ce dernier critique son style trop familier. Tout est fait, semble-t-il, pour changer Oprah Winfrey.
Lors de sa présence à la WJZ-TV, elle noue une amitié durable avec une autre des employées, Gayle King.
En 1977, WJZ-TV embauche William F. Baker (television) (en) comme nouveau directeur général. Ce dernier travaille pour que la WJZ-TV trouve sa niche. Comment faire face au succès des talk-shows animés par Phil Donahue ? William Baker interroge Oprah Winfrey de ce qu'elle penserait d'être la co-animatrice pour la nouvelle émission qu'il vient de créer People Are Talking. Après des hésitations, elle accepte la proposition. L'émission est lancée à la fin de l'année 1977. Le couple des présentateurs Richard Sher (newscaster) (en) / Oprah Winfrey accroche le public, son audience arrive en tête de toutes les émissions locales. La nouvelle direction de la WJZ-TV dirigée par Art Kern prend conscience que c'est la présence de Oprah Winfrey qui fait la différence. Dick Maurice, un journaliste du Las Vegas Sun (en) discutant avec Oprah Winfrey dans sa salle de maquillage juste avant sa prestation, souligne son aisance à raconter quelque chose de façon unique.

### La WJZ-TV à Chicago
Vu les critiques positives concernant Oprah Winfrey et People Are Talking, Art Kern se rend à la maison mère de la WJZ-TV, la Westinghouse Broadcasting (en) (ou groupe W) dont une de ses annexes est à Los Angeles. Lors de l'entretien avec l'équipe de direction, il demande s'il serait envisageable de diffuser People Are Talking sur le réseau national. La direction vote contre avec le commentaire suivant : « Certes elle n'est pas mal, les ménagères causeront d'elle pendant leurs courses dans les marchés des villes, mais au-delà de ça, elle n'a aucun avenir ! ». Des années plus tard, Art Kern fera remarquer que leur décision fut « une des plus grandes erreurs commises dans le monde de la télévision ».
La productrice de la WJZ-TV, Debra DiMaio, amie d'Oprah Winfrey, a pris un emploi pour la WJZ-TV de Chicago pour travailler sur le talk-show le plus populaire de la ville  AM Chicago. Mais dès 1983 l'émission est en proie à des incertitudes depuis la mort de son présentateur vedette. Debra DiMaio soumet la candidature d'Oprah Winfrey pour prendre la relève. Elle demande à ses collègues de Baltimore de leur envoyer des enregistrements d'Oprah Winfrey. Quand le personnel de Chicago les écoute, ceux-ci font sensation. Dennis Swanson (en), le nouveau directeur de la WJZ-TV de Chicago, est enthousiaste et dans la foulée l'appelle pour qu'elle vienne travailler à Chicago.
Le talk-show radiophonique ou télévisuel est un nouveau genre d'émissions qui mêle la promotion des célébrités, des divertissements, des débats et plaidoyers politiques, des actualités, etc. Les hôtes des talk-shows vont du joueur compulsif, aux coureurs de jupons, en passant par l'amoureux éconduit pour la dix-huitième fois, un gouverneur qui expose sa vie sexuelle, un médecin, un ex-hippie qui vient donner des conseils médicaux.
À la fin de l'année 1983, Oprah Winfrey met ses hésitations de côté et accepte le job que lui offre la WJZ-TV de Chicago moyennant un contrat de quatre ans qui la rémunère 200 000 $  l'année. Elle arrive à Chicago, juste quelques jours avant la fête de Noël. Seule, loin de tous ses amis, elle passe Noël en travaillant comme serveuse bénévole auprès d'un organisme de soupe populaire. Se sentant isolée, loin de ses amis et de sa famille, elle va prendre à bras le corps Chicago et ses millions d'habitants.
Oprah Winfrey commence comme animatrice de l’émission AM Chicago, où elle a toute liberté sur le choix de ses invités et des sujets traités. Pour la première de son émission, elle interviewe l'acteur Tom Selleck. Le ton nouveau fait qu'en un mois le taux d'audience de AM Chicago explose. Le directeur de la station Dennis Swanson (en) note : « il n'y a pas eu de progression, elle a immédiatement pris le dessus sur la ville ! ». Dans l'entourage de la station, il n'y a pas de doutes, Oprah Winfrey est capable d'égaler Phil Donahue, voire de faire mieux.
Dès avril 1984, AM Chicago dépasse régulièrement le taux d’audience du talk-show animé par Phil Donahue. Ce succès conduit la direction à augmenter la durée de AM Chicago d'une heure. Pendant les six mois suivants, le taux d'audience augmente de 20 points. Face à ce phénomène, le numéro de décembre 1984 du magazine Newsweek consacre un article en pleine page consacré à Oprah Winfrey et son émission.
À la suite de l'article du Newsweek, début 1985, Oprah Winfrey est invitée à participer au Tonight Show Starring Johnny Carson, pendant que Joan Rivers est présente en tant qu'animatrice invitée pour toute la soirée. Oprah Winfrey redoute sa présence : Joan Rivers est connue pour son humour sarcastique, elle a montré sa langue bien pendue lors d’un entretien avec l’actrice Elizabeth Taylor.
En fait, Joan Rivers craint également le face à face avec Oprah Winfrey, ne dit-elle pas à une de ses interlocutrices : « je suis anxieuse rien qu'à l'idée de la rencontrer. Tout le monde parle de sa finesse, son audace, de sa facilité à exprimer des émotions. S'il vous plaît, aidez-moi à l'accueillir ». Dès qu'Oprah Winfrey traverse la scène pour rejoindre Joan Rivers, les spectateurs présents applaudissent. Les deux femmes se mettent à discuter à bâtons rompus et de façon abrupte. Joan Rivers demande : « comment avez-vous fait pour prendre du poids ? », Oprah Winfrey rétorque : « Je mange ! », suivi de : « Certes vous êtes une jolie femme, mais célibataire ! », elles font un pari, Joan Rivers perdra deux kilos si Oprah Winfrey perd dix kilos. Pari remis en question lorsque Steven Spielberg lui propose le rôle de Sofia pour son film La Couleur pourpre.

### LeOprah Winfrey Show

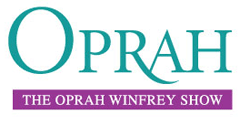
Logo original du Oprah Winfrey Show.

En 1985, devant le succès de AM Chicago qui devient le The Oprah Winfrey Show, Oprah Winfrey commence des discussions avec la direction de la WLS-TV pour que son émission puisse être diffusée sur l'ensemble du territoire national. Si le show est distribué sur le réseau national, alors de son côté Oprah Winfrey aura une meilleure maîtrise sur le contenu  et de son côté la WLS-TV gagnera plus d'argent en faisant distribuer le show par la King World (en) sur le national tout en gardant la main sur la diffusion sur le local. Les négociations entre la WLS-TV et la King World Productions sont finalisées en 1986, accords permettant la diffusion du Oprah Winfrey Show sur le réseau national. Au sujet de ces accords, le magazine Variety rapporte que Oprah Winfrey touche une commission de 20 % sur les ventes de son show, ainsi elle aurait touché la somme de 70 millions $ de 1986 à 1988.
En 2011, elle quitte Chicago pour s’installer à Montecito, en Californie, où elle achète un terrain de 26 hectares d’une valeur de 50 millions de dollars pour y construire une maison de 2 000 mètres carrés.
À la même époque, Oprah Winfrey fonde avec l'aide de Jeffrey Jacobs la Harpo Productions, le nom de Harpo étant l'anacyclique de Oprah. Cette nouvelle entreprise a pour mission de superviser l'ensemble des émissions produites par Oprah Winfrey et les films dans lesquels elle joue. 
Elle attire l'attention de Stedman Graham (en), une personnalité de la vie sociale de Chicago, il travaille pour une agence de relations publiques de la Caroline du Nord, la B & C Associates.
Après deux demandes de rendez-vous sans suite auprès de Oprah Winfrey, cette dernière accepte une troisième demande. Elle dit à ses proches : « Il m'a fait comprendre que j'avais négligé beaucoup de choses dans ma vie comme le partage entre deux personnes ».
Le 8 septembre 1986, la King World lance The Oprah Winfrey Show, sur le réseau national, distribution qui fait de Oprah Winfrey la première Afro-Américaine d'une telle syndication. Stephen S. Palley, le vice-président de la King World, déclare : « La syndication du Oprah Winfrey Show est historique, son succès a pris une dimension inespérée, dimension que nous n'avons jamais vue auparavant. Succès qui a étonné les publicitaires ». Les gens se demandent qu'est-ce qui fait le succès de son talk-show ? Il est évident que cela est dû à la personnalité d'Oprah Winfrey. Plusieurs critiques et professionnels dont Debra DiMaio disent qu'Oprah Winfrey sait de manière instinctive ce qui va se passer avec ses invités avec un style où elle mélange une affabilité naturelle, le sens de l'humour, la sincérité et une empathie, qu'elle combine avec l'attente de ses téléspectateurs qu'elle sait anticiper.
En 1987, Oprah Winfrey est la plus jeune récipiendaire du Broadcaster of the Year Award (« Prix de l'animateur de l'année »), décerné par l'Organisation internationale de radiodiffusion et de télévision, puis toujours la même année, un Daytime Emmy Awards et son émission The Oprah Winfrey Show se voit décerner un Primetime Emmy Award for Outstanding Talk Series (en).
Oprah Winfrey semble être l'enfant chérie des talk-shows télévisés, mais des critiques commencent à émerger notamment venant de quelques téléspectateurs afro-américains qui déplore son style sentimental comme le rapporte en 1987, un article du Saturday Evening Post, cela selon eux pour toucher la plus grande audience blanche possible en utilisant les stéréotypes de la « mamie du Sud ».
En 1988, le journaliste Jeff Jarvis dans un article de People critique les thèmes du Oprah Winfrey Show des histoires à faire dresser les cheveux sur la tête, la prostitution des ménagères, les hommes qui battent leur femme, la polygamie, les personnes qui volent leurs parents, les femmes qui sont allergiques à leurs maris, les tenues sexy, etc.

### Harpo Productions
En 1989, Oprah Winfrey achète un immeuble à Chicago pour loger les studios de la Harpo Productions. Le coût de l'aménagement se monte à 20 millions de $ afin de réaliser un complexe pour les enregistrements du Oprah Winfrey Show, également pour d'autres projets télévisuels ou cinématographiques. La structure comprend deux grands studios, des ateliers pour créer les décors, une cuisine, des salles de conférences, et les bureaux pour les 150 salariés de la Harpo Productions.
En mars 1989, la Harpo Productions produit la série The Women of Brewster Place (miniseries) (en). Tout comme le film la La Couleur pourpre, la série attire un large public tout en générant des plaintes de la part des hommes noirs qui s'y estiment dénigrés, succès qui incite la chaîne ABC à signer un contrat avec la Harpo Productions pour diffuser 13 épisodes d'une série dérivée.
Avec le nouvel an 1990, Oprah Winfrey concentre son attention à la diffusion de The Women of Brewster Place; le premier épisode de la série est diffusé le 1er mai 1990. Les critiques sont sévères, la série est qualifiée de fade, insipide si bien qu'au bout de quatre épisodes la série est suspendue. Oprah Winfrey est grandement déçue. Mais la chaîne ABC fait des propositions auprès de la Harpo Productions, si bien qu'en juin 1990, ABC annonce que la Harpo produira quatre téléfilms avec la présence d'Oprah Winfrey dans deux d'entre eux.

## Vie privée et engagements

### Abus familiaux et combats personnels
Lorsqu'elle est âgée de douze ou treize ans, Oprah Winfrey est violée par son cousin, âgé de 19 ans, qui vit au domicile de son père Vernon Winfrey. Elle est déroutée, elle ne sait quoi en penser. En échange de son silence, son cousin l'emmène au zoo et lui offre un cornet de glace ; cela dit, elle se doute que ce que son cousin lui a fait subir est mal. Plus tard, elle admet qu'elle a aimé cette expérience sexuelle ; de fait, après ce viol, elle couche avec de multiples partenaires, dont certains sont proches familialement. Pendant cinq ans, elle s'offre à des hommes de sa famille et à des amis de sa famille, situation qui, pour elle, est un moyen pour assouvir son besoin d'être aimée à tout prix,,.
À 14 ans, Oprah Winfrey cache à Vernon Winfrey et Zelma Winfrey qu'elle est enceinte, mais celle-ci le découvre et l’interroge pour savoir qui est le père. Elle se met alors à faire la liste de tous les hommes avec qui elle a eu des relations sexuelles. Parmi ceux-ci, elle cite Trent Winfrey, le frère de son père. Cela fait l'effet d'une bombe. Malgré les dénégations, Vernon Winfrey admettra quelques années plus tard que son frère est bel et bien le père, mais il a caché la vérité pour éviter un scandale familial. Oprah Winfrey accouche d'un enfant prématuré, qui meurt au bout de quelques semaines,.
En mars 1989, alors qu'Oprah Winfrey se débat avec ses problèmes de surpoids, elle apprend par la presse que son demi-frère Jeffrey Winfrey est infecté par le SIDA et qu'il se sent abandonné par sa famille et en l'occurrence par sa demi-sœur. Les avocats d'Oprah Winfrey lui font remarquer qu'elle n'a jamais été proche de Jeffrey Winfrey depuis qu'elle a quitté le foyer maternel à ses 14 ans. Malgré cela, elle lui a régulièrement envoyé des mandats pour l'aider, mandats détournés par leur mère Vernita Lee.
Pendant l'été 1989, Oprah Winfrey essaye d'aider ses nièces qui ont des problèmes avec leur mère Patricia Lee, une narco-dépendante, qui laisse régulièrement ses nièces seules. En octobre 1989, la demi-sœur d'Oprah Winfrey lui demande d'utiliser sa célébrité pour l'aider à résoudre ses problèmes de drogue. C'est ainsi que Oprah Winfrey l'inscrit à une cure de désintoxication.
Juste trois jours avant la fête de Noël 1989, Oprah Winfrey apprend que son frère décède des suites du SIDA.

Pendant cette période, de 1989 à 1990, Oprah Winfrey se met à différents régimes diététiques pour perdre du poids, mais en vain, chacune de ses pertes de poids est suivie par une reprise de poids, elle est victime de l'effet yo-yo, phénomène qu'elle ne peut contrôler. Mais en avril 1991, Oprah Winfrey déclare lors d'une interview réalisée par le magazine People : « ma plus grande erreur fut de croire que la question du poids n'est qu'un problème de poids. Ce n'est pas du tout cela. C'est une question d'être en capacité de dire "non", de ne pas gérer son stress de façon efficace, c'est également en rapport avec les agressions sexuelles, et avec tout ce qui conduit les gens à devenir alcooliques et aux conduites d'addiction aux drogues ». Par la suite elle reconnaîtra que la reconnaissance de la vérité contenue dans ces paroles changera sa vie.

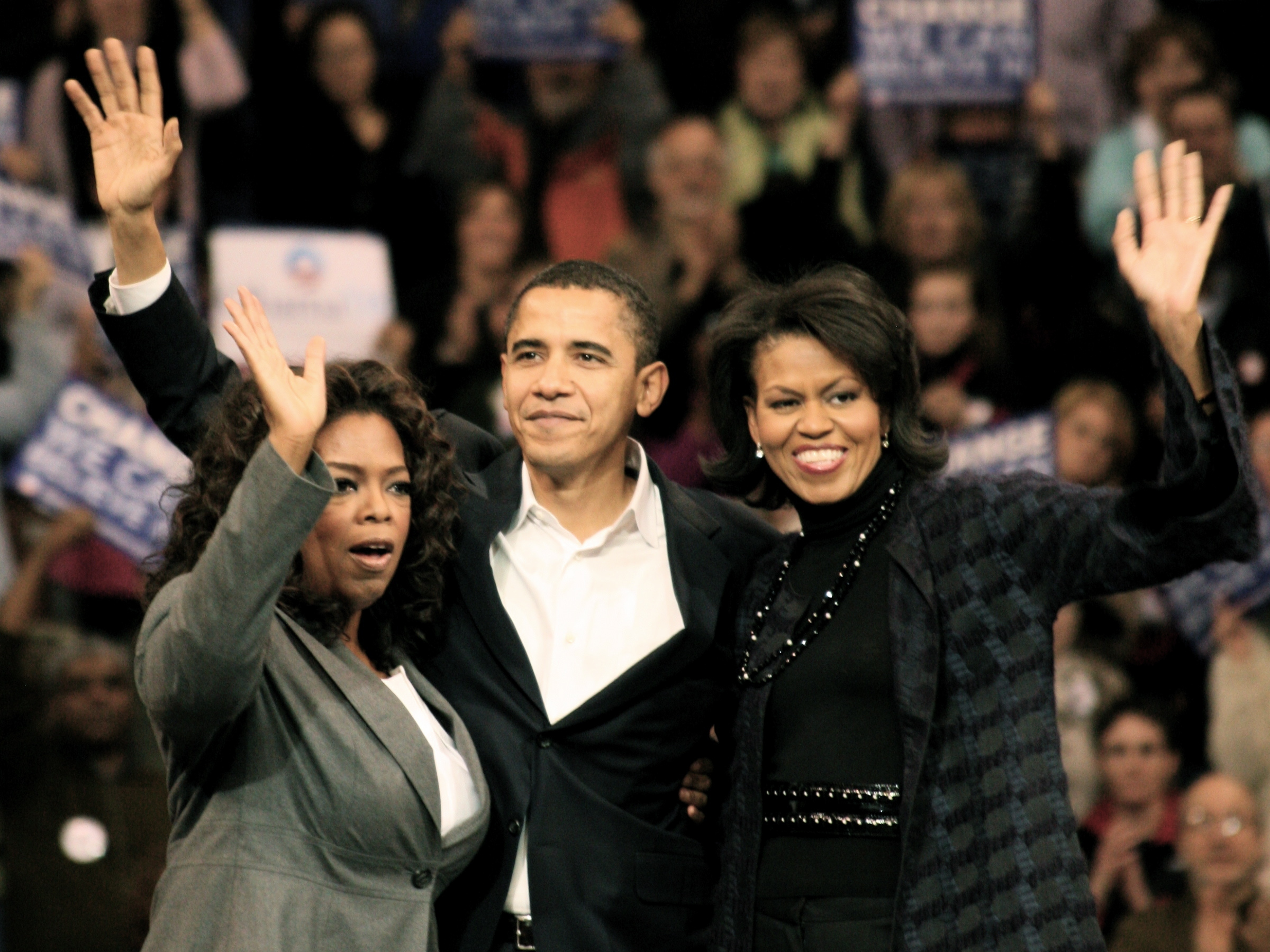
Oprah Winfrey avec les époux Obama lors d'un meeting de campagne en 2007.

### Religion
Elle s’identifie comme chrétienne évangéliste et assiste régulièrement aux offices de la Megachurch, The Potter's House (Dallas) (en), fondée et animée par le pasteur T. D. Jakes  (Texas).

### Politique
En 2006, elle est devenue un soutien de la première heure de Barack Obama. Une analyse[Laquelle ?] a estimé qu'elle a permis l'obtention de plus d’un million de voix dans la primaire des démocrates de 2008.

### Philanthropie

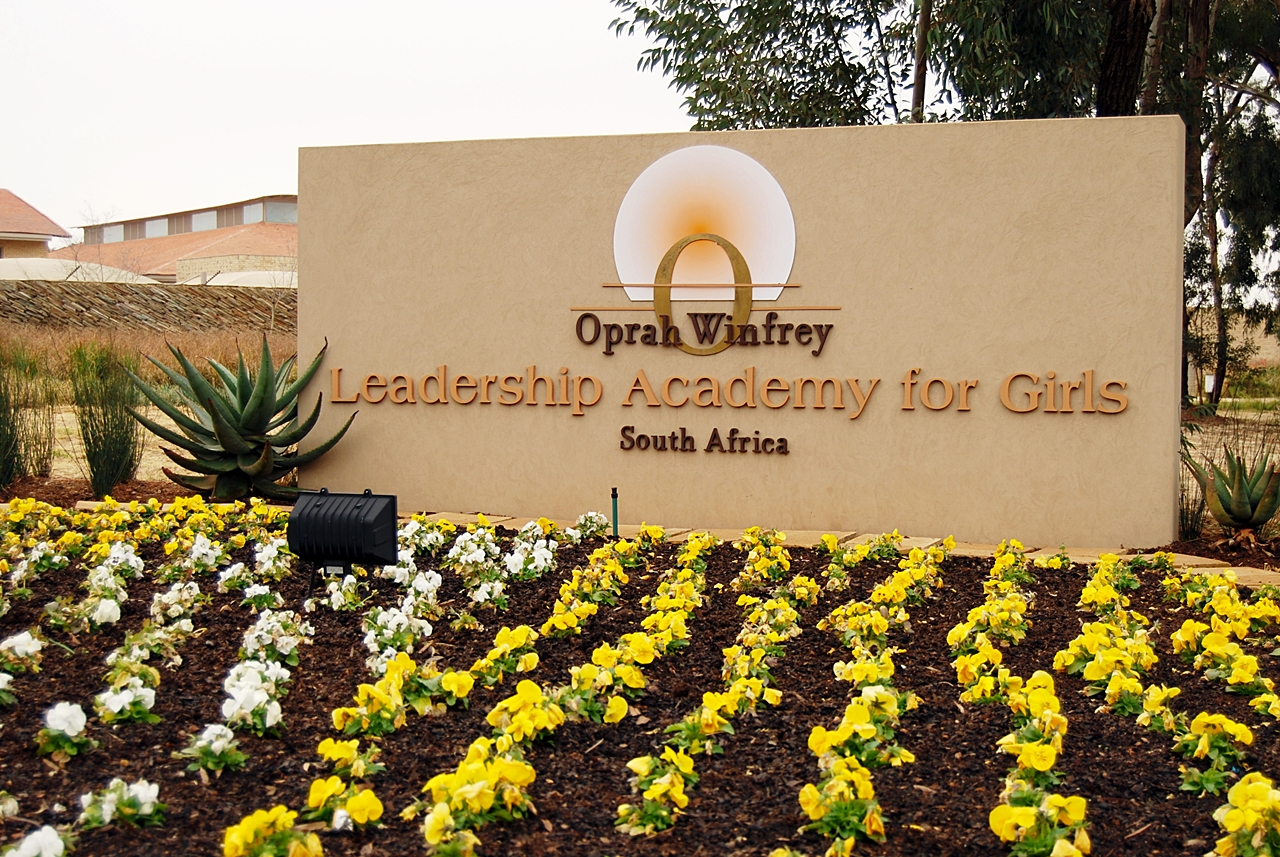
Fronton de la Oprah Winfrey Leadership Academy for Girls.

En 2007, Oprah Winfrey a ouvert une école en Afrique du Sud pour les jeunes filles défavorisées, nommée Oprah Winfrey Leadership Academy for Girls. Située au sud de la métropole de Johannesburg, cette école a permis d’accueillir 152 Sud-Africaines de 11 et 12 ans et de leur offrir une éducation de qualité, selon la promesse faite en 2000 par Oprah Winfrey à Nelson Mandela, alors président de l’Afrique du Sud.

## Filmographie

### Cinéma
- 1985 : La Couleur pourpre (The Color Purple) de Steven Spielberg : Sofia
- 1986 : Native Son : Un enfant du pays (Native Son) de Jerrold Freedman : Mme Thomas
- 1987 : Balance maman hors du train (Throw Momma from the Train) de Danny DeVito : elle-même
- 1998 : Beloved de Jonathan Demme : Sethe
- 2006 : Le Petit Monde de Charlotte (Charlotte's Web) de Gary Winick : Gussy, l'oie (voix)
- 2007 : Bee Movie : Drôle d'abeille (Bee Movie) de Steve Hickner et Simon J. Smith : la juge Bumbleton (voix)
- 2007 : Ocean's Thirteen de Steven Soderbergh : elle-même
- 2009 : La Princesse et la Grenouille (The Princess and the Frog) de Ron Clements et John Musker : Eudora (voix)
- 2013 : Le Majordome (Lee Daniels' The Butler) de Lee Daniels : Gloria Gaines
- 2014 : Selma d'Ava DuVernay : Annie Lee Cooper
- 2017 : L'Étoile de Noël (The Star) de Timothy Reckart (en) : Deborah, la chamelle (voix)
- 2018 : Un raccourci dans le temps (A Wrinkle in Time) d'Ava DuVernay : Mme Quidam (Mrs. Which en VO)
- 2024 : Messagères de guerre (The Six Triple Eight) de Tyler Perry : Mary McLeod Bethune

### Séries télévisées
- 1989 : The Women of Brewster Place (en) : Mattie Michael (2 épisodes)
- 1990 : Brewster Place (en) : Mattie Michael (11 épisodes)
- 1990 : Gabriel Bird (série télévisée) : elle-même
- 1992 : Lincoln: Elizabeth Keckley (voix)
- 1992 : There Are No Children Here: LaJoe Rivers
- 1992 : Le Prince de Bel-Air : elle-même
- 1997 : Ellen : Thérapeute (2 épisodes)
- 1997 : Before Women Had Wings (en) : Zora Willams
- 1999 : Papa bricole : elle-même
- 1999 : Our Friend, Martin (en) (téléfilm) : Coretta Scott King
- 2005 : Desperate Housewives : Karen Stouffer (épisode spécial, "Une nouvelle voisine")
- 2008 : 30 Rock (série télévisée) : Pam
- 2016–2017 : Greenleaf : Mavis McCready
- 2017 : La Vie immortelle d'Henrietta Lacks (The Immortal Life of Henriette Lacks) (téléfilm) de George C. Wolfe : Deborah Lacks
- 2018 : The Handmaid's Tale : La Servante écarlate : La femme à la radio (voix, saison 2 épisode 11)

## Présentatrice et animatrice d'émissions télévisées
- 1986 : Saturday Night Live
- 1986 - 2011 : The Oprah Winfrey Show
- 2011 - 2018 : Oprah's Master Class (en)
- 2011 - 2014 : Oprah's Lifeclass (en)
- 2011 - présent : Super Soul Sunday (en)
- 2012 - 2015 : Oprah's Next Chapter
- 2012 - 2017 : Oprah: Where Are They Now? (en)
- 2019 : Oprah's Book Club, Apple TV+
- 2020 - 2021 : Oprah Winfrey : Parlons Covid-19, Apple TV+
- Depuis 2020 : The Oprah Conversation, Apple TV+
- 2021 : The Me You Can’t See, Apple TV+

## Œuvres

### Éditions originales
- Oprah Winfrey et Bill Adler, The Uncommon Wisdom of Oprah Winfrey: : A Portrait in Her Own Words, New York, Citadel (réimpr. 2000) (1re éd. 1996), 312 p. (ISBN 9781559724197, lire en ligne),
- co-écrit avec  Bob Greene,, Make The Connection : Ten Steps to a Better Body-And a Better Life, Hyperion Book, septembre 1996, rééd. 5 mai 1999, 258 p. (ISBN 9780786882984, lire en ligne),
- Oprah Winfrey et Janet C. Lowe, Oprah Winfrey Speaks : Insights from the World's Most Influential Voice, New York, Wiley (réimpr. 2001) (1re éd. 1998), 232 p. (ISBN 9780471399940, lire en ligne),
- Journey to Beloved (photogr. Ken Regan), Hyperion Books, 16 octobre 1998, 196 p. (ISBN 9780786864584, lire en ligne),
- The Best of Oprah's What I Know For Sure, Harpo, 2000, rééd. 1 juillet 2005, 96 p. (ASIN B001B39RSG),
- Terri Laschober Robertson (dir.), O's Big Book of Happiness : The Best of O, the Oprah Magazine: Wisdom, Wit, Advice, Interviews, and Inspiration, Oxmoor House, 1er octobre 2008, 344 p. (ISBN 9780848732332, lire en ligne),
- O, Yes You Can! : Love your life : O's handbook for your best today-- and tomorrow, Des Moines, Iowa, Oxmoor House, 2010, 328 p. (ISBN 9780848733650, OCLC 606759731, lire en ligne),
- What I Know for Sure, New York, Flatiron Books, 2014, 248 p. (ISBN 9781250054074, OCLC 889889454, lire en ligne) (Audie Award for Personal Development 2015),
- Food, Health and Happiness : 115 On-Point Recipes for Great Meals and a Better Life, Flatiron Books, 3 janvier 2017, 240 p. (ISBN 9781250126535),
- The Wisdom of Sundays : Life-Changing Insights from Super Soul Conversations, Flatiron Books, 17 octobre 2017, 240 p. (ISBN 9781250138064),
- The Wisdom Journal : The Companion to The Wisdom of Sundays, Flatiron Books, 9 janvier 2018, 160 p. (ISBN 9781250197658),
- The Path Made Clear: Discovering Your Life's Direction and Purpose, Flatiron Books, 26 mars 2019, 208 p. (ISBN 9781250307507),

### Éditions francophones
- La voix d'Oprah : la femme la plus influente au monde vous parle [« Oprah Winfrey Speaks, Insights from the World's Most Influential Voice »], Saint-Jean-sur-Richelieu, Québec, Les Editeurs Reunis, 2009, 283 p. (ISBN 9782895850502),
- Cuisine, santé, bonheur [« Food, Health and Happiness »], Neuilly-sur-Seine, Hauts de Seine, France, Michel Lafon, 2017, 248 p. (ISBN 9782749933023, OCLC 984314856, lire en ligne),

## Prix et distinctions

### Prix
- 1988 : People's Choice Awards, catégorie : présentateur de talk-show de l'année
- 1989 : NAACP Image Awards : meilleure émission d'informations (en) pour Oprah Winfrey: On Location in Forsyth County
- 1991 : NAACP Image Awards : artiste de l'année (en)
- 1992 : NAACP Image Awards : meilleure émission d'informations (en) pour The Oprah Winfrey Show
- 1993 : NAACP Image Awards : meilleure émission d'informations (en) pour The Oprah Winfrey Show
- 1994 : NAACP Image Awards : meilleure émission d'informations (en) pour The Oprah Winfrey Show
- 1995 : NAACP Image Awards : meilleure émission d'informations (en) pour The Oprah Winfrey Show
- 1995 : Peabody Awards : Prix personnel pour ses talents de diffuseur et ses réalisations sur et en dehors des ondes.
- 1996 : NAACP Image Awards : meilleure émission d'informations (en) pour The Oprah Winfrey Show
- 1997 : People's Choice Awards : star féminine de série télévisée de l'année
- 1998 : NAACP Image Awards : meilleure émission d'informations (en) pour The Oprah Winfrey Show
- 1998 : People's Choice Awards : star féminine de série télévisée de l'année
- 1999 : Producers Guild of America Awards : prix du producteur de télévision de l'année pour Tuesdays with Morrie (en)
- 2000 : Primetime Emmy Awards : meilleur téléfilm (en) pour Tuesdays with Morrie (en)
- 2004 : People's Choice Awards : présentateur de talk-show de l'année
- 2011 : Jean Hersholt Humanitarian Awards
- 2012 : NAACP Image Awards : meilleure émission d'informations (en) pour Oprah's Lifeclass
- 2016 Tony Awards : meilleure reprise d'une comédie musicale en tant que productrice de The Color Purple

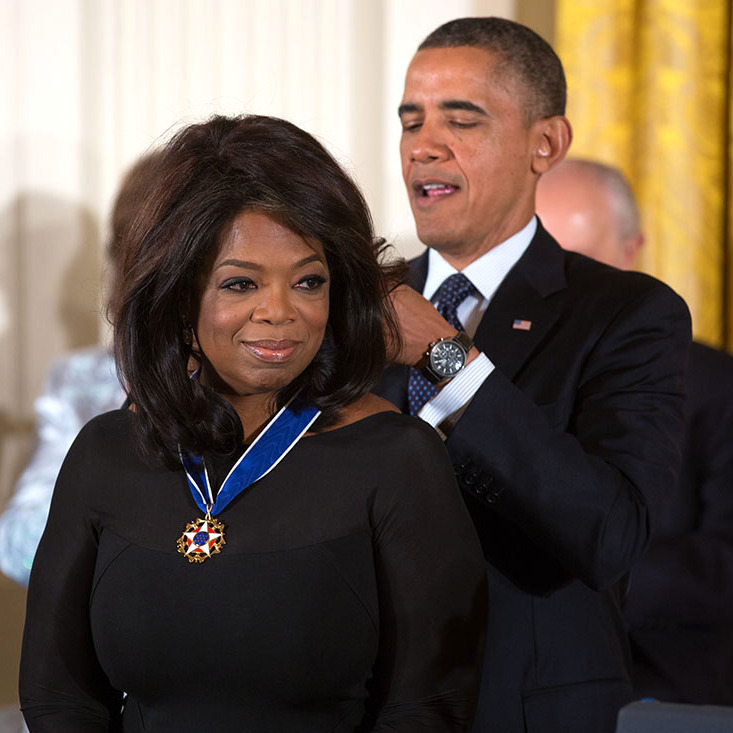
Barack Obama remet à Oprah Winfrey la Médaille Présidentielle de la Liberté.

- 2018 : Golden Globes
- 2018 : Cecil B. DeMille Award

### Distinctions
- 1998 : Prix Jefferson pour la fonction publique (en)
- 2000 : Médaille Spingarn
- 2002 : Prix humanitaire Bob Hope (en)
- 2003 : Marian Anderson Award (en)
- 2010 : Prix Anisfield-Wolf : Lifetime achievement
- 2012 : Prix humanitaire Jean Hersholt
- 2013 : récipiendaire de la Médaille présidentielle de la Liberté, décernée par le président Barack Obama[63],[64]

### Honneurs
- Oprah Winfrey est présente 10 fois en 2004, 2005, 2006, 2007, 2008, 2009, 2010, 2011, 2018, dans la liste Time 100: The Most Important People of the Century publiée par le magazine Time,
- National Women's Hall of Fame : cérémonie d'admission en 1994[65],
- Hall of Fame des NAACP Image Award (en) : cérémonie d'admission en 2005[66],
- Kennedy Center Honors 2010 pour sa carrière musicale,
- Doctorat honoris causa décerné par l'université Harvard en 2013[67],
- Disney Legends : récompensée en 2017[68]